# Tórdea
Tórdea (llamada oficialmente San Tomé de Tórdea) es una parroquia y una aldea española del municipio de Castroverde, en la provincia de Lugo, Galicia.

## Organización territorial
La parroquia está formada por una entidad de población:
- Tórdea

## Demografía
Gráfica demográfica de la aldea de Tórdea y de la parroquia de San Tomé de Tórdea según el INE español:
| Gráfica de evolución demográfica de Tórdea entre 2000 y 2019 |
|                                                              |
| Datos según el nomenclátor publicado por el INE.             |